# Henryk Mückenbrunn
Henryk Mückenbrunn (ur. 10 marca 1903 w Zakopanem, zm. 1956 w Vallée Blanche) – polski narciarz, siedmiokrotny mistrz Polski w narciarstwie. Dwukrotny rekordzista Polski w długości skoku, były rekordzista skoczni w Jaworzynce i w Zakopanem.
Urodził się w rodzinie żydowskiej w Zakopanem. Ukończył tam Szkołę Przemysłu Drzewnego. Był członkiem sekcji narciarskiej Polskiego Towarzystwa Tatrzańskiego. Latem wspinał się po górach, a zimą uprawiał turystykę narciarską i dokonał w Tatrach wielu zjazdów. Do jego najsławniejszych szusów należał zjazd ze Skupniowego Upłazu i szus z przełęczy Karb na Czarny Staw Gąsienicowy stromym żlebem i szus z Polskiego Grzebienia w Wysokich Tatrach. Brał też udział w slalomie i w biegu z przeszkodami.

## Przebieg kariery

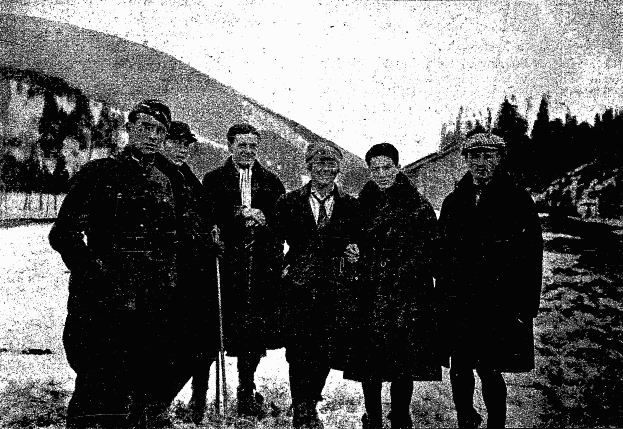
Grupa polskich narciarzy podczas zawodów w Worochcie w 1922 roku. Henryk Mückenbrunn drugi od prawej.

Mückenbrunn od najmłodszych lat biegał na nartach, współzawodnicząc z młodymi góralami ze swojego sąsiedztwa. Po raz pierwszy w oficjalnych zawodach wystartował w 1918 r. W 1920 na I Związkowych Mistrzostwach Polski, na skoczni na Antałówce zajął 1. miejsce w skokach narciarskich juniorów z notą 1,95 pkt.

### 1922
W 1922 wygrał bieg juniorów na II Związkowych Mistrzostwach Polski w Zakopanem. Podczas konkursu rozegranego 1 stycznia zwyciężył osiągając najdalszą odległość – 24 metry. Był to ówczesny rekord tamtej skoczni. W tym samym roku, podczas startu w Bielsku na międzyklubowych zawodach na Magurce zajął 1. miejsce. Wygrał także skoki na obiekcie na Woli Justowskiej w Krakowie. Wziął udział w pierwszym starcie polskich narciarzy poza granicami kraju. Odbył się on w Westerowie na terenie Czechosłowacji i w biegu seniorów I klasy zajął 3. miejsce. Był także 2. w sztafecie i 3. w konkursie skoków. Na mistrzostwach Polski w Worochcie był 2. w biegu seniorów I klasy, za Andrzejem Krzeptowskim, a w łącznej klasyfikacji zdobył tytuł mistrza Polski PZN w biegu złożonym. W biegu na 18 km seniorów I klasy zajął 5. miejsce. Na skoczni w Szumawie w Czechosłowacji skoczył 27 m i został rekordzistą Polski. Zdobył srebrny medal na MP w kombinacji.

### 1923
W 1923 był 4. w konkursie skoków w Jaworzynce, za Andrzejem Krzeptowskim I, Edwardem Kalicińskim i Aleksandrem Rozmusem. Podczas konkursu skoków, zorganizowanego na zakończenie kursu narciarskiego, który prowadził na zlecenie PZN trener amator Sepp Bildstein z Austrii, był czwarty. W zawodach kwalifikacyjnych PZN zajął trzecią pozycję. Podczas II Międzynarodowych Zawodów w Zakopanem był 2. w biegu seniorów I klasy, a w skokach był 8. i ostatni; prawdopodobnie upadł po lądowaniu. Na mistrzostwach Tatr w biegu rozstawnym (sztafecie) na 10 drużyn zajął 1. miejsce. Na zawodach SN Pogoń w Tuchli wygrał skoki seniorów, a w biegu seniorów zajął 3. miejsce. Na związkowych mistrzostwach Polski w Sławsku wygrał bieg główny, był 3. w skokach, zdobywając brązowy medal po skoku na 20 m i 4. w „biegu sztucznej jazdy”, (slalomie). Zdobył wicemistrzostwo Polski PZN w biegu złożonym, za Andrzejem Krzeptowskim I. W 1923 po raz drugi wystartował w Westerowie, gdzie był 3. w biegu na 15 km i 3. w skokach. Podczas konkursu skoków na zawodach międzyklubowych w Bielsku 28 stycznia (skocznia na tzw. Kamitzer-Platte) zajął pierwsze miejsce i oddał najdłuższy skok w konkursie – 21 m. Został ponadto mistrzem Polski w biegu na 18 km. Skokiem na odległość 38 m wykonanym na skoczni w Szumawie pobił własny rekord Polski w długości skoku.

### 1924

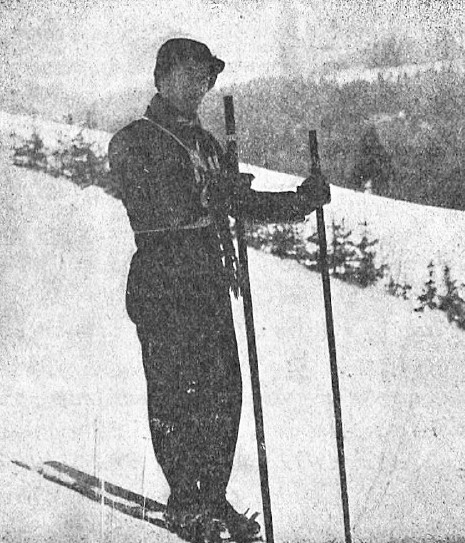
Henryk Mückenbrunn na MP 1924

W 1924 rozegrano na jaworzyńskiej skoczni konkurs z udziałem zawodników SN PTT, LKS Czarni i LKS Pogoń Lwów oraz krakowskiego klubu TTN. Mückenbrunn zwyciężył w tym konkursie i oddał najdłuższy skok – 24,5 m. Na mistrzostwach Polski w Krynicy zwyciężył w otwartym konkursie skoków. Miał najdłuższy skok w konkursie, 24,5 m. Najważniejszą dla zawodników konkurencją był bieg złożony i kombinacja norweska, którą Mückenbrunn wygrał z łączną notą wynoszącą 17,84717 pkt. Na tych zawodach zdobył także tytuł mistrzowski w biegu rozstawnym i w biegu z przeszkodami. Łącznie zdobył więc cztery tytuły mistrza Polski, za co otrzymał w nagrodę puchar przechodni PZN. Mückenbrunn był w kadrze na igrzyska w Chamonix i znalazł się na liście zawodników, którzy mieli startować w konkursie skoków. Ostatecznie jednak na skoczni się nie pojawił, prawdopodobnie złamał nogę.

### 1925

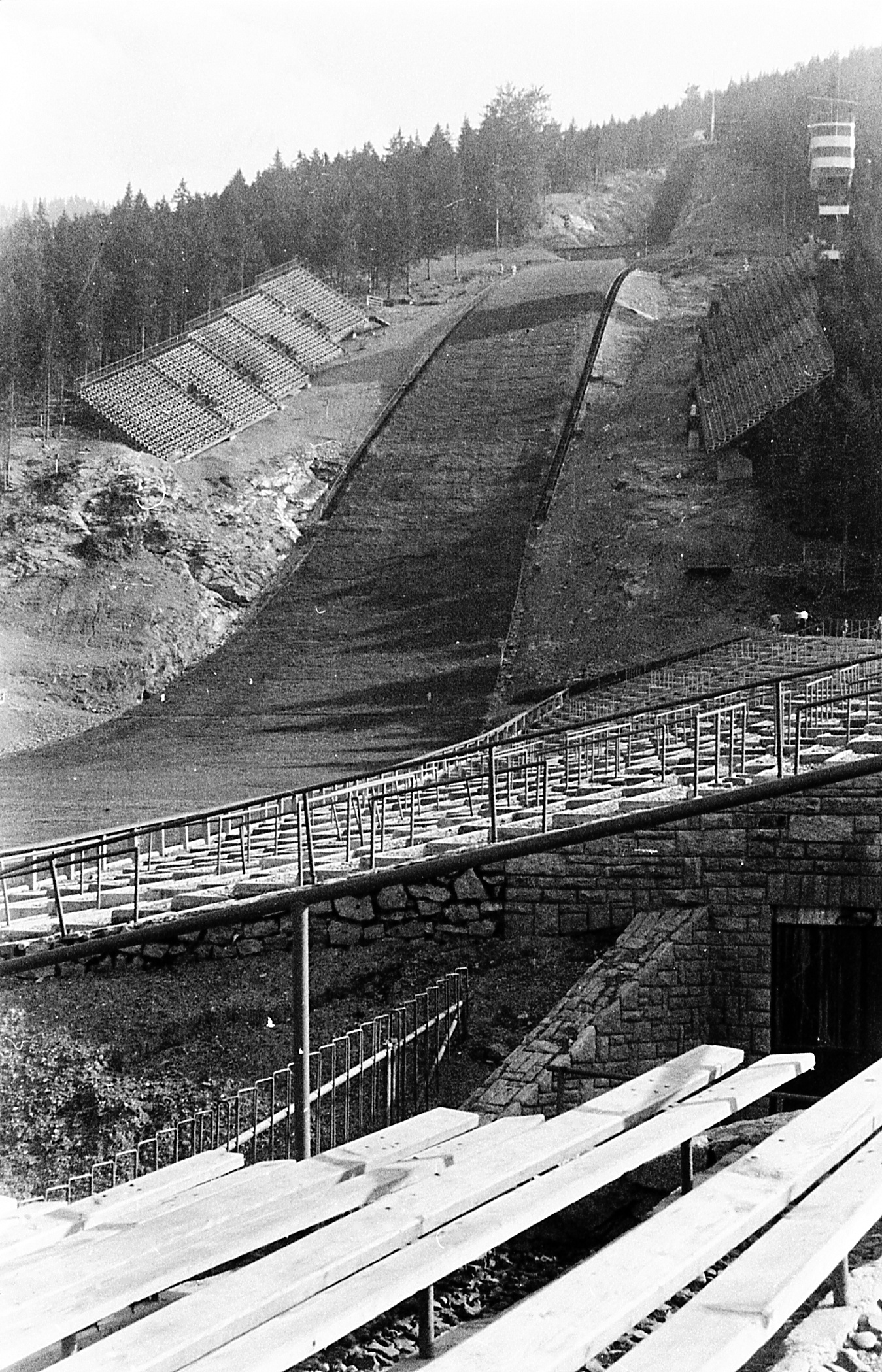
Zakopiańska skocznia otwarta w 1925 konkursem skoków, w którym Mückenbrunn był drugi. Wygląd w latach 60.

Podczas otwarcia „odskoczni” na Krokwi 22 marca 1925 Mückenbrunn ze skokiem na 32 m był drugi w konkursie skoków, za Stanisławem Gąsienicą Sieczką z Sokoła Zakopane, który ustanowił wtedy pierwszy rekord tamtego obiektu. W zawodach Sokoła w Zakopanem był 9. w biegu głównym, a także 8. w zawodach o narciarskie mistrzostwo Zakopanego w biegu na 18 km. Zwyciężył w MP skokach 1925 w Krynicy po skokach na 25 m i 25,5 m, został też mistrzem kraju w kombinacji. Wystartował jeszcze w zawodach FIS w Jańskich Łaźniach w Czechosłowacji, po latach uznanych za pierwsze narciarskie mistrzostwa świata. Zawody miały miejsce w dniach 12–15 lutego. Uplasował się w nich na 44. miejscu w biegu na 18 km i 44. w skokach.

### 1926
W styczniu odbyły się w Starym Smokowcu zawody o tytuł mistrza Tatr południowych, zorganizowane przez Związek Karpacki. Zawody zakończyły się tryumfem polskiego narciarstwa: w biegu na 15,2 km zwyciężył Mückenbrunn z czasem 1 godz. 17 min., drugi był biegacz czeski Aladar Thern, a trzeci kolega klubowy Mückenbrunna, Aleksander Rozmus. W klasie seniorów zwyciężył Aleksander Schiele, drugi był August Zamoyski. W biegu pań zwyciężyła lwowianka – Janina Loteczkowa. Polscy narciarze zostali nazwani przez publiczność i dziennikarzy „polskimi diabłami”. Mückenbrunn w tym samym roku zdobył tytuł narciarskiego mistrza Republiki Czechosłowackiej podczas XXXI Zawodów Międzynarodowych w Nowym Mieście na Morawach, rozegranych w dniach od 28 do 31 stycznia, a organizowanych przez Czeski Związek Narciarski. Na trasie panowała odwilż. W biegu klasy I Mückenbrunn był piąty. Następnego dnia w południe, we mgle, przy padającym deszczu i śniegu odbyły się zawody skoków. Mückenbrunn zajął 4. miejsce. Czesi spodziewali się, że mistrzem Czechosłowacji zostanie ich rodak Koldovsky, zwycięzca konkursu skoków. Mistrzem Czechosłowacji i zwycięzcą zawodów został jednak po obliczeniu punktacji z biegu i skoku Mückenbrunn z notą 17,583 pkt., Koldovsky był drugi – 17,479 pkt., a trzeci Franciszek Bujak z notą 17,333 pkt.

Uroczyste rozdanie nagród nastąpiło wieczorem w obecności ministra zdrowia Dra Tucny'ego, wiceministra handlu Dra Cermana... w obecności tysiąca osób odbierali Polacy swe nagrody, witani każdym razem gorącymi oklaskami i owacjami. Gdy zaś wywołano Henryka Mückenbrunna, mistrza Czechosłowacji na rok 1926, gdy muzyka odegrała hymn państwowy, gdy min. Tucny wręczył mu wspaniałą złotą plakietę, gen. Podhajsky puchar ministra obrony narodowej, zaś imieniem Svazu p. J. Pilnacek, wspaniałą rzeźbę Spaniela, wiwatom i okrzykom nie było końca.

Mückenbrunn brał później udział w słynnych zawodach na Hali Gąsienicowej rozegranych w lutym i był trzeci w klasie seniorów. Zdobywał także laury narciarskie w barwach 3 Pułku Strzelców Podhalańskich z Bielska na wojskowych zawodach międzynarodowych, rozegranych w marcu 1926 roku. Wywalczył także srebrny medal mistrzostw Polski w skokach, zajmując piątą lokatę w klasyfikacji międzynarodowej. Do klubów zakopiańskich nadeszło potem zaproszenie z Beskidenvereinu z Bielska na międzynarodowe zawody narciarskie. Mückenbrunn został przez swój klub zgłoszony do biegu na 16 km (start na Klimczoku). Jego rodzice wyrazili sprzeciw i zabrali mu narty i buty. Mimo tego, zawodnik pojechał na zawody, w których zwyciężył, zabierając ze sobą narty swojej siostry. Jeszcze w tym samym roku miał pójść na służbę do wojska, postanowił jednak wówczas wyemigrować do Francji.

### Późniejsze lata
Zamieszkał w Chamonix, gdzie stał się znany jako świetny narciarz i alpinista. Zdobył nagrody startując w zawodach narciarskich, skijöringowych, saneczkowych i bobslejowych. Zaczął uczyć jazdy na nartach. Znał trzy języki, co było wtedy rzadkością wśród instruktorów w Chamonix i z tego powodu miał wielu zagranicznych klientów. Z czasem wybudował sobie cztery domy. W 1929 napisał, razem z innym autorem francuskim, podręcznik narciarstwa „Le ski par la technique moderne” i założył własną szkółkę narciarską, którą prowadził wspólnie ze znanym francuskim narciarzem, Emilem Allaisem. Instruktorem w niej był również Aleksander Rozmus. Mückenbrunn był w Chamonix powszechnie znaną osobą. Latem utrzymywał się także z pracy na kortach tenisowych, gdzie dawał lekcje gry w tenisa. W latach 30. pracował jako profesor wychowania fizycznego na uniwersytecie w Lyonie. Do Zakopanego wrócił tylko raz – na „Makkabiadę”, międzynarodowe zawody żydowskich klubów sportowych, zorganizowane w lutym 1933 roku. Stał się właścicielem sklepu sportowego i współwłaścicielem hotelu w Chamonix.
W czasie wojny ukrywał się przed okupantem, ale jednocześnie przeprowadzał uciekinierów do Szwajcarii. Kontaktował się z nim działacz ruchu oporu we Francji, zakopiańczyk, a po wojnie zawodnik i działacz klubu Start Zakopane, Józef Szczepaniak. W 1944 Mückenbrunn został zadenuncjowany, aresztowany przez Gestapo i osadzony w więzieniu, z którego jednak uciekł. Po zakończeniu wojny, gdy narciarze polscy powrócili na zagraniczne trasy i skocznie i przyjechali do Chamonix i Zermatt w Szwajcarii, Mückenbrunn był kierownikiem polskiej ekipy.

### Śmierć
W marcu 1956 ratownicy z Chamonix znaleźli na stokach doliny Vallée Blanche zwłoki trzech ludzi: słynnego przewodnika Paula Demarchi, multimilionera Fryderyka Ebla (Polaka z pochodzenia) i Henryka Mückenbrunna. Stwierdzono, że narciarze wyruszyli w drogę w pośpiechu, w śnieżnej zadymie. Ebel znany był jako König der Goldschmugler (król przemytników złota), przeciwko któremu policja wysuwała poważne zarzuty uprawiania przemytu złota na wielką skalę. Ebel nie mógł oficjalnie przekroczyć granicy francusko-szwajcarskiej, gdyż zostałby aresztowany, więc wybrał drogę przez zasypane śniegiem góry. Narciarze podążali na włoską stronę przez Przełęcz Geant-Courmayeur i tam zaskoczyła ich burza śnieżna. Wszyscy zamarzli wśród szczelin lodowca. Na temat tajemniczej śmierci w górach ukazało się kilka artykułów w prasie francuskiej. Mückenbrunn spoczął na cmentarzu w Chamonix.

Dla Chamonix i jego mieszkańców pozostał do dzisiaj osobą bardzo znaną, może jest nawet tam w Alpach dużo bardziej znany niż w Zakopanem. On rozruszał Chamonix pod względem narciarstwa.

## Osiągnięcia

### Mistrzostwa świata w narciarstwie klasycznym
| 1925 Jańskie Łaźnie | – | 44. miejsce (w biegu na 18 km), 44. miejsce (w skokach) |

### Sukcesy krajowe i międzynarodowe
- mistrz Polski w biegu na 18 km: 1923
- wicemistrz Polski w biegu na 18 km: 1922
- mistrz Polski w kombinacji klasycznej: 1924, 1925
- mistrz Polski w skokach: 1924, 1925
- brązowy medalista MP w skokach: 1923, 1926
- mistrz Polski w sztafecie: 1924
- mistrz Polski w biegu z przeszkodami: 1924
- mistrz Czechosłowacji: 1926.